# Ischnus politus
Ischnus politus är en stekelart som beskrevs av Henry Keith Townes, Jr. 1962. Ischnus politus ingår i släktet Ischnus och familjen brokparasitsteklar. Inga underarter finns listade i Catalogue of Life.